# 加拿大地盾
加拿大地盾（英語：Canadian Shield）是北美大陸，從加拿大中部延伸到北部的前寒武紀（約45億年前－5.4億年前）古岩盤。大致上圍繞哈德遜灣，是非常穩定的地盤。

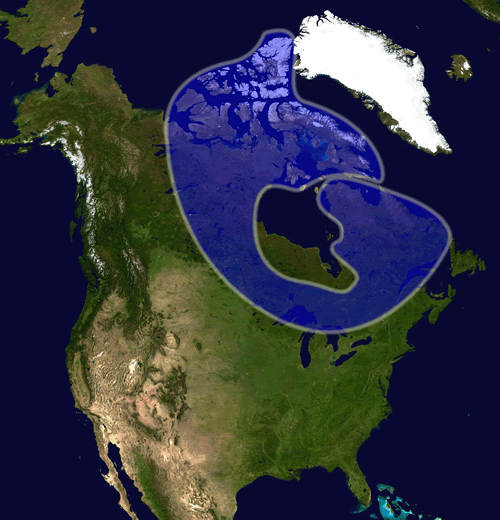
加拿大地盾